# تيلي سافالاس
تيلي سافلاس (بالإنجليزية: Telly Savalas)‏ ، من مواليد 21 يناير 1922م في مدينة نيويورك الأمريكية، وتوفي بتاريخ 22 يناير سنة 1994م، وهو ممثل أمريكي معروف ومن أصل يوناني، شارك لعدة أفلام ومنها فيلم هورور إكسبريس.